# Élections législatives de 1997 dans le Doubs
Les élections législatives françaises de 1997 se déroulent le 25 mai et le 1er juin 1997. Dans le département du Doubs, cinq députés sont à élire dans le cadre de cinq circonscriptions.

## Élus
| Circonscription | Député sortant   | Parti | Parti    | Député élu ou réélu         | Parti | Parti |
| --------------- | ---------------- | ----- | -------- | --------------------------- | ----- | ----- |
| 1e              | Claude Girard    |       | RPR      | Jean-Louis Fousseret        |       | PS    |
| 2e              | Michel Jacquemin |       | UDF (FD) | Paulette Guinchard-Kunstler |       | PS    |
| 3e              | Monique Rousseau |       | RPR      | Joseph Parrenin             |       | PS    |
| 4e              | Jean Geney       |       | RPR      | Pierre Moscovici            |       | PS    |
| 5e              | Roland Vuillaume |       | RPR      | Roland Vuillaume            |       | RPR   |

## Résultats

### Résultats à l'échelle du département
| Parti          | Parti                                    | Premier tour | Premier tour | Second tour | Second tour | Sièges |
| Parti          | Parti                                    | Voix         | %            | Voix        | %           | Sièges |
| -------------- | ---------------------------------------- | ------------ | ------------ | ----------- | ----------- | ------ |
|                | Parti socialiste                         | 61 904       | 28,98        | 116 887     | 51,70       | 4      |
|                | Parti communiste français                | 10 061       | 4,71         |             |             | 0      |
|                | Les Verts                                | 7 867        | 3,68         | 0           |             |        |
|                | Mouvement des citoyens                   | 1 603        | 0,75         | 0           |             |        |
|                | Gauche plurielle                         | 81 435       | 38,13        | 116 887     | 51,70       | 4      |
|                |                                          |              |              |             |             |        |
|                | Rassemblement pour la République         | 55 182       | 25,83        | 86 331      | 38,18       | 1      |
|                | Union pour la démocratie française       | 12 170       | 5,70         | 22 883      | 10,12       | 0      |
|                | La Droite indépendante                   | 7 233        | 3,39         |             |             | 0      |
|                | Divers droite                            | 1 287        | 0,60         | 0           |             |        |
|                | Mouvement des réformateurs               | 927          | 0,43         | 0           |             |        |
|                | Droite parlementaire                     | 76 799       | 35,95        | 109 214     | 48,30       | 1      |
|                |                                          |              |              |             |             |        |
|                | Front national                           | 34 283       | 16,05        |             |             | 0      |
|                | Extrême gauche dont LO, PT, AREV et SÉGA | 13 486       | 6,31         | 0           |             |        |
|                | Divers écologiste dont LT-LNÉ, MÉI et GÉ | 5 380        | 2,52         | 0           |             |        |
|                | Divers                                   | 2 215        | 1,04         | 0           |             |        |
|                |                                          |              |              |             |             |        |
| Inscrits       | Inscrits                                 | 320 551      | 100,00       | 320 510     | 100,00      | 5      |
| Abstentions    | Abstentions                              | 94 182       | 29,38        | 79 117      | 24,68       |        |
| Votants        | Votants                                  | 226 369      | 70,62        | 241 393     | 75,32       |        |
| Blancs et nuls | Blancs et nuls                           | 12 771       | 5,64         | 15 292      | 6,33        |        |
| Exprimés       | Exprimés                                 | 213 598      | 94,36        | 226 101     | 93,67       |        |

### Résultats par circonscription

#### Première circonscription (Besançon-Ouest)
| Candidat       | Candidat                 | Parti          | Premier tour | Premier tour | Second tour | Second tour |  |
| Candidat       | Candidat                 | Parti          | Voix         | %            | Voix        | %           |  |
| -------------- | ------------------------ | -------------- | ------------ | ------------ | ----------- | ----------- |  |
|                | Claude Girard sortant    | RPR            | 12 485       | 30,96        | 20 242      | 46,74       |  |
|                | Jean-Louis Fousseret élu | PS             | 11 557       | 28,66        | 23 067      | 53,26       |  |
|                | Robert Sennerich         | FN             | 6 533        | 16,2         |             |             |  |
|                | Martine Bultot           | AREV           | 2 141        | 5,31         |             |             |  |
|                | Michel Boucly            | Les Verts      | 2 051        | 5,09         |             |             |  |
|                | Annie Ménétrier          | PCF            | 1 819        | 4,51         |             |             |  |
|                | Nicole Friess            | LO             | 1 153        | 2,86         |             |             |  |
|                | Francis Vuillemin        | LDI (MPF)      | 1 147        | 2,84         |             |             |  |
|                | Philippe Binder          | MÉI            | 668          | 1,66         |             |             |  |
|                | Martial Côte-Colisson    | Divers         | 516          | 1,28         |             |             |  |
|                | Marie-Rose Boyer         | PT             | 257          | 0,64         |             |             |  |
|                |                          |                |              |              |             |             |  |
| Inscrits       | Inscrits                 | Inscrits       | 60 583       | 100,00       | 60 577      | 100,00      |  |
| Abstentions    | Abstentions              | Abstentions    | 18 122       | 29,91        | 14 520      | 23,97       |  |
| Votants        | Votants                  | Votants        | 42 461       | 70,09        | 46 057      | 76,03       |  |
| Blancs et nuls | Blancs et nuls           | Blancs et nuls | 2 134        | 5,03         | 2 748       | 5,97        |  |
| Exprimés       | Exprimés                 | Exprimés       | 40 327       | 94,97        | 43 309      | 94,03       |  |

#### Deuxième circonscription (Besançon-Est)
| Candidat       | Candidat                         | Parti          | Premier tour | Premier tour | Second tour | Second tour |  |
| Candidat       | Candidat                         | Parti          | Voix         | %            | Voix        | %           |  |
| -------------- | -------------------------------- | -------------- | ------------ | ------------ | ----------- | ----------- |  |
|                | Paulette Guinchard-Kunstler élue | PS             | 12 199       | 27,95        | 24 573      | 51,78       |  |
|                | Michel Jacquemin sortant         | UDF (FD)       | 12 170       | 27,89        | 22 883      | 48,22       |  |
|                | Sophie Montel                    | FN             | 7 003        | 16,05        |             |             |  |
|                | Evelyne Ternant                  | PCF            | 2 301        | 5,27         |             |             |  |
|                | Éric Alauzet                     | Les Verts      | 2 242        | 5,14         |             |             |  |
|                | Marie-France Roche               | LO             | 1 420        | 3,25         |             |             |  |
|                | Jean-Claude Chomette             | Divers droite  | 1 287        | 2,95         |             |             |  |
|                | Jean-Pierre Joly                 | LDI (MPF)      | 1 275        | 2,92         |             |             |  |
|                | Sylvette Meyer                   | SÉGA           | 966          | 2,21         |             |             |  |
|                | Christophe Pomez                 | Divers         | 938          | 2,15         |             |             |  |
|                | Michel Helvas                    | MDR            | 927          | 2,12         |             |             |  |
|                | Serge Grass                      | MÉI            | 912          | 2,09         |             |             |  |
|                | Jean-Marc Le Garrec              | Divers         | 0            | 0            |             |             |  |
|                |                                  |                |              |              |             |             |  |
| Inscrits       | Inscrits                         | Inscrits       | 66 539       | 100,00       | 66 538      | 100,00      |  |
| Abstentions    | Abstentions                      | Abstentions    | 20 432       | 30,71        | 16 058      | 24,13       |  |
| Votants        | Votants                          | Votants        | 46 107       | 69,29        | 50 480      | 75,87       |  |
| Blancs et nuls | Blancs et nuls                   | Blancs et nuls | 2 467        | 5,35         | 3 024       | 5,99        |  |
| Exprimés       | Exprimés                         | Exprimés       | 43 640       | 94,65        | 47 456      | 94,01       |  |

#### Troisième circonscription (Montbéliard)
| Candidat       | Candidat                  | Parti          | Premier tour | Premier tour | Second tour | Second tour |  |
| Candidat       | Candidat                  | Parti          | Voix         | %            | Voix        | %           |  |
| -------------- | ------------------------- | -------------- | ------------ | ------------ | ----------- | ----------- |  |
|                | Monique Rousseau sortante | RPR            | 13 866       | 32,51        | 21 219      | 47,09       |  |
|                | Joseph Parrenin élu       | PS             | 12 646       | 29,65        | 23 842      | 52,91       |  |
|                | Léon Colino               | FN             | 6 630        | 15,55        |             |             |  |
|                | Françoise Touzot          | Les Verts      | 2 126        | 4,99         |             |             |  |
|                | Olivier Del Rizzo         | PCF            | 2 057        | 4,82         |             |             |  |
|                | Christian Driano          | LO             | 1 481        | 3,47         |             |             |  |
|                | Thierry Choffat           | LDI (MPF)      | 1 308        | 3,07         |             |             |  |
|                | Denis Sommer              | SÉGA           | 1 166        | 2,73         |             |             |  |
|                | Yves Vola                 | GÉ             | 770          | 1,81         |             |             |  |
|                | Jean-Marie Pietoukhoff    | LT-LNÉ         | 597          | 1,4          |             |             |  |
|                |                           |                |              |              |             |             |  |
| Inscrits       | Inscrits                  | Inscrits       | 63 164       | 100,00       | 63 155      | 100,00      |  |
| Abstentions    | Abstentions               | Abstentions    | 18 076       | 28,62        | 15 151      | 23,99       |  |
| Votants        | Votants                   | Votants        | 45 088       | 71,38        | 48 004      | 76,01       |  |
| Blancs et nuls | Blancs et nuls            | Blancs et nuls | 2 441        | 5,41         | 2 943       | 6,13        |  |
| Exprimés       | Exprimés                  | Exprimés       | 42 647       | 94,59        | 45 061      | 93,87       |  |

#### Quatrième circonscription (Audincourt)
| Candidat       | Candidat              | Parti          | Premier tour | Premier tour | Second tour | Second tour |  |
| Candidat       | Candidat              | Parti          | Voix         | %            | Voix        | %           |  |
| -------------- | --------------------- | -------------- | ------------ | ------------ | ----------- | ----------- |  |
|                | Pierre Moscovici élu  | PS             | 14 203       | 33,05        | 25 771      | 58,15       |  |
|                | Jean Geney sortant    | RPR            | 11 562       | 26,9         | 18 545      | 41,85       |  |
|                | Alain Sebille         | FN             | 7 861        | 18,29        |             |             |  |
|                | Yves Adami            | PCF            | 2 066        | 4,81         |             |             |  |
|                | Noëlle Grimme         | SÉGA           | 1 863        | 4,33         |             |             |  |
|                | José Paz              | GÉ             | 1 728        | 4,02         |             |             |  |
|                | Marie-France Mouquand | MDC            | 1 603        | 3,73         |             |             |  |
|                | Georges Kvartskhava   | LO             | 1 216        | 2,83         |             |             |  |
|                | Philippe Lutz         | LDI (MPF)      | 878          | 2,04         |             |             |  |
|                |                       |                |              |              |             |             |  |
| Inscrits       | Inscrits              | Inscrits       | 63 846       | 100,00       | 63 842      | 100,00      |  |
| Abstentions    | Abstentions           | Abstentions    | 18 784       | 29,42        | 16 333      | 25,58       |  |
| Votants        | Votants               | Votants        | 45 062       | 70,58        | 47 509      | 74,42       |  |
| Blancs et nuls | Blancs et nuls        | Blancs et nuls | 2 082        | 4,62         | 3 193       | 6,72        |  |
| Exprimés       | Exprimés              | Exprimés       | 42 980       | 95,38        | 44 316      | 93,28       |  |

#### Cinquième circonscription (Pontarlier)
| Candidat       | Candidat                       | Parti          | Premier tour | Premier tour | Second tour | Second tour |  |
| Candidat       | Candidat                       | Parti          | Voix         | %            | Voix        | %           |  |
| -------------- | ------------------------------ | -------------- | ------------ | ------------ | ----------- | ----------- |  |
|                | Roland Vuillaume sortant réélu | RPR            | 17 269       | 39,24        | 26 325      | 57,28       |  |
|                | Christian Bouday               | PS             | 11 299       | 25,68        | 19 634      | 42,72       |  |
|                | Jean-Luc Bart                  | FN             | 6 256        | 14,22        |             |             |  |
|                | Anne-Aymone d'Alès             | LDI (MPF)      | 2 625        | 5,97         |             |             |  |
|                | Alain Vuillaume                | PCF            | 1 818        | 4,13         |             |             |  |
|                | Pascal Hintzy                  | Les Verts      | 1 448        | 3,29         |             |             |  |
|                | Jean-Pierre Poissenot          | LO             | 1 075        | 2,44         |             |             |  |
|                | Françoise Presse               | Divers         | 761          | 1,73         |             |             |  |
|                | Marie-Odile Crabbe             | Extrême gauche | 748          | 1,7          |             |             |  |
|                | Colette Laval                  | LT-LNÉ         | 705          | 1,6          |             |             |  |
|                |                                |                |              |              |             |             |  |
| Inscrits       | Inscrits                       | Inscrits       | 66 419       | 100,00       | 66 398      | 100,00      |  |
| Abstentions    | Abstentions                    | Abstentions    | 18 768       | 28,26        | 17 055      | 25,69       |  |
| Votants        | Votants                        | Votants        | 47 651       | 71,74        | 49 343      | 74,31       |  |
| Blancs et nuls | Blancs et nuls                 | Blancs et nuls | 3 647        | 7,65         | 3 384       | 6,86        |  |
| Exprimés       | Exprimés                       | Exprimés       | 44 004       | 92,35        | 45 959      | 93,14       |  |